# 朝日不動産
朝日不動産株式会社（あさひふどうさん）は、富山県富山市に本拠を置く日本の不動産会社。2019年より、東京へも進出。富山県内に11店舗、東京に1店舗、計12店舗を運営。

## 概要
1968年（昭和43年）、新湊市（現・射水市）港町で水産加工会社の次男として生まれた石橋勲によって創業。勲は高校卒業後、実家の発展に貢献。魚の仕入れと販路開拓に情熱を注ぐ。その後、全くの未知分野である不動産会社を創業した。2003年以降は、アパ出身の息子で自らも不動産投資家である石橋正好によって継承されている。同社には公益財団法人日本賃貸住宅管理協会認定の「相続支援コンサルタント」が多数在籍し、正好自身「上級相続支援コンサルタント」資格者であるほか、全国賃貸管理ビジネス協会理事を務める。 

## 沿革
- 1968年（昭和43年） - 新湊市港町で生まれ水産加工会社の次男であった石橋勲によって創業。
- 1988年（昭和63年） - 高岡市下関町へ本社ビル移転。法人化。
- 1989年（平成元年） - コンサルティング事業開始。
- 2003年（平成15年） - 石橋正好社長就任。アパマンショップFC、日本管理センターFC加盟。
- 2004年（平成16年） - 企画開発部設立。
- 2006年（平成18年） - オーナー向けセミナー「ミッキー塾」開設。オーナーズエージェントFC加盟。
- 2007年（平成19年） - 富山支店企画室設置。
- 2008年（平成20年） - PM事業部及びCFネッツ富山コンサルティングデスク開設（企画室をCM事業部へ）
- 2009年（平成21年） - 石橋正好が公益社団法人全国賃貸住宅経営者協会富山支部長に就任。
- 2011年（平成23年） - 北陸3県不動産業で初のISO9001取得。
- 2015年（平成27年） - 賃貸管理戸数5,000件を超える。自社オリジナルポータルサイト「お部屋ハッケン物語」リリース。
- 2018年（平成30年） - 賃貸管理戸数7,000件を超える。
- 2019年（令和元年） - 東京進出。アパマンショップ大泉学園店オープン。
- 2020年（令和2年） - 賃貸管理戸数9,000件を超える。
- 2021年（令和3年） - アパマンショップひばりヶ丘店オープン。賃貸管理戸数10,000件を超える。

[]

## 事業所

### 本店
富山県富山市今泉西部町3番地9

### 支店
- 富山南店
- 富山駅北店
- 富山婦中店
- 富山大学前店
- 富山堀川本郷店
- 富山山室店
- 富山東店
- 高岡リール店
- 射水小杉店
- となみ店
- 魚津店
- 大泉学園店

## 加盟団体
- 公益社団法人東京都宅地建物取引業協会 練馬区支部[9]
- 公益社団法人富山県宅地建物取引業協会
- 全国賃貸管理ビジネス協会[8]
- 公益社団法人日本賃貸住宅管理協会[10][11]
- 公益社団法人全国賃貸住宅経営者協会連合会
- 高岡商工会議所
- 公益社団法人高岡法人会
- IREM-JPAN
- 全国学生ひとり暮らしCLUB

その他

## 加盟FC
- アパマンショップ（Apaman Network）
- オーナーズエージェント
- CFネッツ
- イエステーション
- JPMC（日本管理センター）
- リノッタ

## マスメディア

### テレビ
- 2010年8月10日 - 開運!なんでも鑑定団（テレビ東京、TXN）[12]

### ラジオ
- 2019年より、毎週月曜日AM9：30　KNBラジオ「ミッキーの知って得する不動産」[13]

## 書籍
- 石橋正好（ミッキー）著『初めての不動産投資 成功方程式 「富山×東京」二刀流投資』[14]

## 関連会社
- アサヒホーム有限会社
- アサヒ保証サービス有限会社
- 朝日アメニティ株式会社